# Sclerostegia
Sclerostegia là chi thực vật có hoa trong họ Amaranthaceae.